# Первая Пороховая мечеть
Первая Пороховая мечеть (Четырнадцатая,тат. Барудия; Первая соборная Пороховой слободы) — деревянная мечеть в Казани, находилась на ул. Краснококшайской, не сохранилась. Татарское название получила от араб. баруд — порох.

## История мечети
Пороховая слобода начала формироваться в 1786 году вместе со строительством порохового завода. Однако Ш. Марджани отмечал, что здесь уже в 1778 году, появилось небольшое мусульманское селение, основное население которого составили татары-военнослужащие, отставные солдаты, крестьяне из близлежащих деревень Заказанья. Первая деревянная слободская мечеть была построена, по сведениям Ш. Марджани, купцом М. Адамовым в 1805 году. К. Насыри указывает на другую дату — 1809 год. Еще одну дату строительства мечети дают Ведомости о магометанских приходах Казанской губернии, согласно которым мечеть была построена в 1811 году. В 1829 году мечеть была «передана в казну», то есть была взята на государственное содержание. В 1837 году мечеть сгорела и на ее месте по проекту архитектора Порохового завода Артомонова было построено новое здание. Мечеть действовала и в первые годы советской власти, однако в конце 1929 года конференции ряда рабочих организаций Казани (завода № 40, текстильной фабрики им. Ленина, швейных фабрик № 5 и № 6) приняли обращения о закрытии культовых учреждений в Заречье. На основании этих обращений 6 февраля 1930 года было принято соответствующее постановление ЦИК ТАССР. 11 марта 1930 года здание мечети было передано Заречному райсовету, а имущество в государственный фонд. Вскоре мечеть была переоборудована в детский сад, на 1950-е годы имевший № 8. В 1973 году снесена.

## Архитектура мечети
Первоначально в 1837 году была построена двухэтажная двузальная мечеть с минаретом на двухскатной крыше. На северном фасаде здания располагался вход в вестибюль. В вестибюле располагалась лестница на второй этаж. На втором этаже вестибюля имелась узкая деревянная лестница, позволяющая подняться на чердак и минарет. На южном фасаде здания небольшая двухскатная крыша перекрывала прямоугольный выступ михраба. На первом и втором этажах здания располагались два зала. Они имели по 16 колонн (в четырех рядах по четыре). Освещение залов осуществлялось через шесть окон, размещенных на продольных стенах.

## История махалли
По штатам порохового завода, утверждённым в 1867 году, была предусмотрена должность муллы с жалованьем в 128 руб. 70 коп. в год, однако по штатам 1872 года эта должность уже не значилась. Вдобавок, завод, тяготясь содержанием мечети, попытался передать её из своего ведения, сначала городу, а потом земству. Казанская городская управа, ссылаясь на то, что слобода находится вне города, не приняла мечеть под свою опеку. Уездная управа также не дала своё согласие. К 1874 году прихожане взяли все заботы о храме на себя.
В начале XX века в махалле проживало 515 мужчин и 500 женщин в 100 дворах. В приходском мектебе обучалось 80 мальчиков и 40 девочек.